# くるりんパラダイス
『くるりんパラダイス』は、2002年12月6日にゲームボーイアドバンス用ソフトとして任天堂から発売されたアクションゲーム。『くるくるくるりんシリーズ』の2作目である。続編に『くるりんスカッシュ!』がある。

## ストーリー
くるりん村に、人気のあるマジシャンズ「マジック大魔術団」がやってくることになり、クルリンたち家族は見に行くことに。だが当日、クルリンの寝癖がなおらず、家族はクルリンをおいて先に会場へ行くことに。ようやく寝癖はなおったが、公演会場は、すでに誰もいなかった。しかたなく家族を待つクルリンだが、夜になっても家族が帰ってこなかった。不安になったクルリンは、ヘリリンに乗って家族を探しにいくことになる。

## ステージ
くるりん村
はなの国
とけいの国
マジック王国
ひみつの国